# Prima Ligă a Republicii Srpska
Prima Ligă a Republicii Srpska (în bosniacă, croată și sârbă Prva liga Republike Srpske / Прва лига Републике Српске) este o competiție de fotbal de nivel secund din Bosnia și Herțegovina. Întrucât existau trei campionate diferite de fotbal în țară, organizate pe principii etnice, Prima Ligă a Republicii Srpska a fost competiția principală în Republika Srpska înainte de 2002. Cu toate acestea, campionii acestei Ligii nu au fost recunoscuți de UEFA. În 2002, cluburile de top din Republika Srpska s-au alăturat Primei Ligi (Premijer Liga) din Bosnia și Herțegovina, iar Prima Ligă a Republicii Srpska a fost menținută ca una dintre cele două divizii de nivel secund. Acesta este în continuare condusă de Asociația de Fotbal din Republika Srpska și astfel s-a pus capăt boicotului fotbalului bosniac la nivel federal. 
Liga s-a schimbat în perioada 2014–15 când a fost împărțită în două etape, sezonul regulat și play-off-urile. Fiecare dintre cei 12 concurenți din Liga I găzduiește o dată celelalte echipă în sezonul regulat, pentru un total de 22 de meciuri. O fază de play-off este apoi jucată din aprilie până în mai. Sistemul de puncte al play-off-ului campionatului este același ca în sezonul regulat, cu excepția faptului că fiecare echipă începe cu jumătate din punctele pe care le-a câștigat în sezonul regulat, rotunjit la cel mai apropiat număr întreg. Punctele obținute prin rotunjire se scad în cazul egalității. Sisteme similare sunt utilizate și în Prima Ligă Belgiană și Ekstraklasa din Polonia. Doar primele șase echipe din sezonul regulat intră în play-off-ul campionatului, echipa clasată pe primul loc câștigă Liga și echipele clasate pe locurile 7-12 după sezonul regulat intră în play-off-urile de retrogradare. Fiecare echipă joacă cu adversarii o singură dată. Campionul Ligii este promovat în Premijer Liga la sfârșitul sezonului, iar cluburile din josul clasamentului (din play-off-urile de retrogradare) sunt retrogradate în ligile inferioare. Numărul de echipe retrogradate depinde de câte cluburi noi intră în ligă. Aceste cluburi noi sunt câștigătoarele a 2 ligi de nivelul trei, câștigătoarea play-off-ului de retrogradare și cluburile Republika Srpska retrogradate din Premijer Liga. Prin urmare, uneori sunt două cluburi care sunt retrogradate, iar alteori trei sau patru cluburi.

## Cluburi membre, sezonul 2019-20
- FK Jedinstvo Brčko
- FK Jedinstvo Žeravica
- FK Kozara Gradiška
- FK Krupa
- FK Alfa Modriča
- FK Podrinje Janja
- FK Rudar Prijedor
- FK Slavija Istočno Sarajevo
- FK Sloga Gornje Crnjelovo
- FK Željezničar Banja Luka

## Campioni ai Ligii
Campioanele anterioare și câștigătorii ligii sunt: 
| Sezon   | Campion          | Locul 2           | Golgheter(i)                     | Club                             | Goluri              |
| ------- | ---------------- | ----------------- | -------------------------------- | -------------------------------- | ------------------- |
| 1995/96 | Boksit Milići    | Rudar Prijedor    | Siniša Đurić Zoran Majstorović   | Kozara Gradiška Boksit Milići    | 16 goluri           |
| 1996/97 | Rudar Ugljevik   | Sloga Trn         | Mladen Zgonjanin Marić           | Sloga Trn Glasinac Sokolac       | 14 goluri 14 goluri |
| 1997/98 | Rudar Ugljevik   | Borac Banja Luka  | Nikola Bala                      | Rudar Ugljevik                   | 31 goluri           |
| 1998/99 | Radnik Bijeljina | Rudar Ugljevik    | Mladen Zgonjanin                 | Sloga Trn                        | 23 goluri           |
| 1999/00 | Boksit Milići    | Rudar Ugljevik    | Nedo Zdjelar                     | Sloboda Novi Grad                | 29 goluri           |
| 2000/01 | Borac Banja Luka | Sloboda Novi Grad | Milanko Đerić                    | Boksit Milići                    | 26 goluri           |
| 2001/02 | Leotar Trebinje  | Kozara Gradiška   | Pavle Delibašić Siniša Jovanović | Leotar Trebinje glasinac Sokolac | 21 goluri 21 goluri |

Din sezonul 2002–03, a devenit a doua competiție la nivel național. Campioana Ligii obține promovarea directă în Premijer Liga. 
- 2002–03 - Alfa Modriča
- 2003–04 - Slavija Sarajevo
- 2004–05 - Radnik Bijeljina
- 2005–06 - Borac Banja Luka
- 2006-2007 - Laktaši
- 2007–08 - Borac Banja Luka
- 2008–09 - Rudar Prijedor
- 2009–10 - Drina Zvornik
- 2010–11 - Kozara Gradiška
- 2011–12 - Radnik Bijeljina
- 2012–13 - Mladost Velika Obarska
- 2013–14 - Drina Zvornik
- 2014–15 - Rudar Prijedor
- 2015–16 - Krupa
- 2016–17 - Borac Banja Luka
- 2017–18 - Zvijezda 09
- 2018–19 - Borac Banja Luka
- 2019–20 -

## Performanțe după club
| Club                   | Campionate câștigate | Ani                          |
| ---------------------- | -------------------- | ---------------------------- |
| Borac Banja Luka       | 5                    | 2001, 2006, 2008, 2017, 2019 |
| Radnik Bijeljina       | 3                    | 1999, 2005, 2012             |
| Rudar Ugljevik         | 2                    | 1997, 1998                   |
| Boksit Milići          | 2                    | 1996, 2000                   |
| Drina Zvornik          | 2                    | 2010, 2014                   |
| Rudar Prijedor         | 2                    | 2009, 2015                   |
| Leotar Trebinje        | 1                    | 2002                         |
| Alfa Modriča           | 1                    | 2003                         |
| Slavija Sarajevo       | 1                    | 2004                         |
| Laktaši                | 1                    | 2007                         |
| Kozara Gradiška        | 1                    | 2011                         |
| Mladost Velika Obarska | 1                    | 2013                         |
| Krupa                  | 1                    | 2016                         |
| Zvijezda 09            | 1                    | 2018                         |